# 栗の浦川
栗の浦川（くりのうらがわ）は、徳島県海部郡海陽町を流れる二級河川である。

## 地理
海部郡海陽町の水源から海陽町内を経て太平洋へ注ぐ。河口付近は国道55号（土佐浜街道）と牟岐線（阿波室戸シーサイドライン）が走っており、西側を伊勢田川が流れている。

## 流域の主な施設
- 徳島県栽培漁業センター
- 国道55号（土佐浜街道）